# Nicolas M. Salgo
Nicolas M. Salgo (Budapest, 1914. augusztus 17. – Bal Harbour, Florida, 2005. február 26.), született: Salgó Miklós néven. Magyar származású amerikai diplomata, műgyűjtő, üzletember. 1983-1986 között az Egyesült Államok magyarországi nagykövete.

## Élete az Egyesült Államok előtt
Ügyvéd édesapját, Salgó Ottót születése után sokáig nem láthatta, mivel ő orosz hadifogságba került az első világháborúban. Salgó Miklós fiatal korában mérnökként szeretett volna továbbtanulni, de praktikus okokból az ügyvédi pályát választotta. 1937-ben diplomázott a Pázmány Péter Tudományegyetemen. Az üzleti életben helyezkedett el: a Weiss Manfréd Műveknél előbb a budapesti, majd a cég genfi kirendeltségénél dolgozott. 1948-ban a genfi székhelyű Salvaj & Cie. vállalathoz került, akiknek képviselőjeként New Yorkban folytatta munkáját, mint a cég külkereskedelmi megbízottja. 1953-ban már sikeres üzletemberként, vállalkozóként kapott állampolgárságot az USA-ban.

## Üzletemberként
A Webb & Knapp pénzügyi szakértőjeként folytatta üzleti karrierjét, később I. M. Pei építésszel dolgozott együtt, akit még a Webb & Knapp tervezési osztályán ismert meg. Ettől a cégtől távozva 1959-ben saját pénzügyi tanácsadói céget alapított Nicholas Salgo & Co. néven. Cégével később több cég átszervezését felügyelte: ilyen volt a Bangor Punta Co., amely a repülőgépgyártásban volt érdekelt. A hatvanas években a Watergate-komplexum egyik alapítója és részvényese volt, innen 1974-ben lett kivásárolva belső elégedetlenségek miatt.

## Kapcsolódása a politikához
Salgo ismert adományozója volt a Republikánus Pártnak, de személyes tudását is felhasználták: Reagan elnök egyik Kelet-Közép-Európa szakértője volt 1981-1982 között, majd 1983-ban az elnök budapesti nagykövetté nevezte ki. A magyar fővárosban egyik érdeme, hogy saját költségén új Raoul Wallenberg szobrot állítottak fel, amelyet Varga Imre készített. A szobor eredetileg az amerikai nagykövetség kertjében állt, majd 1986-ban Salgo Kádár Jánosnál tett búcsúlátogatásakor felajánlotta a művet – ebben a lépésében a svéd nagykövetség is segítette. Kádár elfogadta a szobrot, azonban egy év múlva igen alacsony protokoll szintű volt az átadás, illetve nem igazán frekventált helyre került az emlékmű.
Nagyköveti idejének letelte után George H. W. Bush elnök nagyköveti rangú különleges megbízottja volt: ekkor üzleti tapasztalatait vehette elő, mivel tulajdonjogi tárgyalásokon vett részt főleg volt szocialista országokban. Munkájával több amerikai konzulátus megnyitásához járult hozzá. Munkásságát 1992-ben a National Intelligence Distinguished Service Medal kitüntetésével ismerték el. 2004-ben a magyar-amerikai kapcsolatok fejlesztéséért a Magyar Köztársasági Érdemrend középkeresztjével tüntették ki.

## Filantróp és műgyűjtő tevékenysége
1959-ben alapította meg a Salgo-Noren Alapítványt, valamint a Salgo-díjat, amellyel a tanári kiválóságot kívánták elismerni. 1982-ben az ELTE Amerikanisztika Tanszékén alapította meg az Otto Salgo Alapítványt, hogy az intézet amerikai vendégprofesszorokat tudjon vendégül látni, valamint hogy az amerikai történelmet oktassák. Műgyűjtőként különböző eredetű, korú műkincsek felvásárlásával foglalkozott – amelyet budapesti kiküldetése idején kiegészített különböző magyar ötvöstermékekkel a XV-XVII. századból. 1991-ben létrehozta a Salgo Alapot, amelynek feladata volt, hogy az addigi magángyűjteményt kiállításokon mutassa be az érdeklődőknek. Gyűjteményének egy része 2006-ban a Rutgers Egyetemhez került, amelynek múzeuma így a legjelentősebb Magyarországon kívüli magyar képzőművészeti gyűjteményhez jutott hozzá. 2015-ben a New York-i Metropolitan Múzeum állította ki Salgo ezüstgyűjteményét.

## Magánélete
Salgo kétszer házasodott. Marta Norentől két gyereke született: Miklós és Christina. Norentől elvált, majd Josseline de Ferront vette feleségül. Salgo idős korában Manhattanben és Key Largóban élt.

## Gyűjteményeit bemutató kiállítási katalógusok
- The Nicolas M. Salgo collection of coins and medals of Hungary and Transylvania. Auction sale 50. Zürich 12th April 1994; szerk. Spink Taisei, Roland Michel; Spink Taisei–Roland Michel, Zürich–Genève, 1994
- Two centuries of Hungarian painters, 1820–1970. A catalogue of the Nicolas M. Salgó collection; bev. Steven A. Mansbach; American University Press, Washington, 1991
- Judit H. Kolba: Hungarian silver. The Nicolas M. Salgo Collection; angolra ford. Kovács Ágnes, David McFadden, Horváth Aurélné; Heneage, London, 1996
- Ázsiai nyeregtakarók. Dr. Nicolas M. Salgo magángyűjteménye. Sárvár, Nádasdy Ferenc Múzeum, 1985. június 16-tól szeptember 29-ig / Sammlung asiatischer Satteldecken des Sammlers Nicolas M. Salgo / Asiatic saddle-covers from the Collection of Nicolas M. Salgo; szerk. Jon Thompson, Gombos Károly, Gombos Farkasvölgyi Zsuzsa, kiállításrend. Gombos Károly; Vas Megyei Múzeumok Igazgatósága, Szombathely, 1985 (Vas megyei múzeumok katalógusai)